# لیگ جهانی والیبال ۱۹۹۲
لیگ جهانی والیبال ۱۹۹۲ سومین دوره از رقابت‌های لیگ جهانی می‌باشد که از ۱ مه تا ۵ سپتامبر با حضور ۱۲ کشور برگزار شد. دور پایانی این دوره در جنوآ، ایتالیا برگزار شد و تیم ایتالیا با غلبه بر کوبا برای سومین بار پیاپی قهرمان لیگ جهانی لقب گرفت.

## گروه‌بندی
| گروه A                                    | گروه B                       | گروه C                               |
| ----------------------------------------- | ---------------------------- | ------------------------------------ |
| چین · سی‌آی‌اس · ژاپن · ایالات متحده آمریکا | کانادا · کوبا · آلمان · هلند | برزیل · فرانسه · ایتالیا · کرهٔ جنوبی |

## دور بین‌المللی

### گروه A
| تیم                 | بازی | برد | باخت | ست برده | ست باخته | امتیازات |
| ------------------- | ---- | --- | ---- | ------- | -------- | -------- |
| ایالات متحده آمریکا | ۱۲   | ۱۰  | ۲    | ۳۳      | ۱۴       | ۲۲       |
| سی‌آی‌اس              | ۱۲   | ۹   | ۳    | ۲۹      | ۱۶       | ۲۱       |
| چین                 | ۱۲   | ۳   | ۹    | ۱۷      | ۳۱       | ۱۵       |
| ژاپن                | ۱۲   | ۲   | ۱۰   | ۱۳      | ۳۱       | ۱۴       |

### گروه B
| تیم    | بازی | برد | باخت | ست برده | ست باخته | امتیازات |
| ------ | ---- | --- | ---- | ------- | -------- | -------- |
| کوبا   | ۱۲   | ۹   | ۳    | ۳۲      | ۱۶       | ۲۱       |
| هلند   | ۱۲   | ۸   | ۴    | ۲۹      | ۱۷       | ۲0       |
| کانادا | ۱۲   | ۶   | ۶    | ۲۲      | ۲۴       | ۱۸       |
| آلمان  | ۱۲   | ۱   | ۱۱   | ۹       | ۳۵       | ۱۳       |

### گروه C
| تیم       | بازی | برد | باخت | ست برده | ست باخته | امتیازات |
| --------- | ---- | --- | ---- | ------- | -------- | -------- |
| ایتالیا   | ۱۲   | ۱۱  | ۱    | ۳۳      | ۹        | ۲۳       |
| برزیل     | ۱۲   | ۷   | ۵    | ۲۶      | ۱۹       | ۱۹       |
| کرهٔ جنوبی | ۱۲   | ۵   | ۷    | ۱۹      | ۲۵       | ۱۷       |
| فرانسه    | ۱۲   | ۱   | ۱۱   | ۹       | ۳۴       | ۱۳       |

## دور نهایی

### شش تیم نهایی
| تیم                 | بازی | برد | باخت | ست برده | ست باخته | امتیازات |
| ------------------- | ---- | --- | ---- | ------- | -------- | -------- |
| ایتالیا             | ۸    | ۷   | ۱    | ۲۳      | ۱۰       | ۱۵       |
| کوبا                | ۸    | ۵   | ۳    | ۲۰      | ۱۴       | ۱۳       |
| هلند                | ۸    | ۴   | ۴    | ۱۸      | ۱۶       | ۱۲       |
| ایالات متحده آمریکا | ۸    | ۴   | ۴    | ۱۲      | ۱۴       | ۱۲       |
| برزیل               | ۸    | ۳   | ۵    | ۱۲      | ۱۹       | ۱۱       |
| سی‌آی‌اس              | ۸    | ۱   | ۷    | ۸       | ۲۲       | ۹        |

### چهار تیم نهایی
- مکان میزبان:  Palasport di Genova، جنوآ، ایتالیا
- تمامی زمان‌ها به وقت ساعت تابستانی اروپای مرکزی (یوتی‌سی ۲:۰۰+).

|  | نیمه‌نهایی‌ها         | نیمه‌نهایی‌ها |   |           | نهایی               | نهایی |  |
|  |                     |             |   |           |                     |       |  |
|  | ۴ سپتامبر           |             |   |           |                     |       |  |
|  | کوبا                | ۳           |   |           |                     |       |  |
|  | هلند                | ۱           |   |           |                     |       |  |
|  |                     |             |   |           |                     |       |  |
|  |                     |             |   |           | ۵ سپتامبر           |       |  |
|  |                     |             |   |           | کوبا                | ۱     |  |
|  |                     | ایتالیا     | ۳ |           |                     |       |  |
|  |                     |             |   |           |                     |       |  |
|  |                     |             |   |           |                     |       |  |
|  |                     |             |   |           | بازی مکان سوم       |       |  |
|  | ۴ سپتامبر           | ۴ سپتامبر   |   | ۵ سپتامبر | ۵ سپتامبر           |       |  |
|  | ایتالیا             | ۳           |   | هلند      | ۱                   |       |  |
|  | ایالات متحده آمریکا | ۰           |   |           | ایالات متحده آمریکا | ۳     |  |

### نیمه‌نهایی‌ها
| تاریخ     | زمان  |         | امتیاز |                     | ست ۱  | ست ۲  | ست ۳  | ست ۴  | ست ۵ | مجموع |
| --------- | ----- | ------- | ------ | ------------------- | ----- | ----- | ----- | ----- | ---- | ----- |
| ۴ سپتامبر | ۱۷:۳۰ | کوبا    | ۳–۱    | هلند                | ۱۵–۹  | ۱۵–۱۲ | ۱۱–۱۵ | ۱۵–۱۲ |      | ۵۶–۴۸ |
| ۴ سپتامبر | ۲۰:۰۰ | ایتالیا | ۳–۰    | ایالات متحده آمریکا | ۱۵–۱۰ | ۱۵–۱۱ | ۱۵–۱۰ |       |      | ۴۵–۳۱ |

### بازی مکان سوم
| تاریخ     | زمان  |      | امتیاز |                     | ست ۱ | ست ۲  | ست ۳ | ست ۴ | ست ۵ | مجموع |
| --------- | ----- | ---- | ------ | ------------------- | ---- | ----- | ---- | ---- | ---- | ----- |
| ۵ سپتامبر | ۱۷:۳۰ | هلند | ۱–۳    | ایالات متحده آمریکا | ۱۵–۹ | ۱۰–۱۵ | ۶–۱۵ | ۴–۱۵ |      | ۳۵–۵۴ |

### نهایی
| تاریخ     | زمان  |      | امتیاز |         | ست ۱  | ست ۲ | ست ۳  | ست ۴  | ست ۵ | مجموع |
| --------- | ----- | ---- | ------ | ------- | ----- | ---- | ----- | ----- | ---- | ----- |
| ۵ سپتامبر | ۲۰:۰۰ | کوبا | ۱–۳    | ایتالیا | ۱۶–۱۴ | ۳–۱۵ | ۱۱–۱۵ | ۱۱–۱۵ |      | ۴۱–۵۹ |

## رده‌بندی نهایی
| رتبه | تیم                 |
| ---- | ------------------- |
| 1    | ایتالیا             |
| 2    | کوبا                |
| 3    | ایالات متحده آمریکا |
| ۴    | هلند                |
| ۵    | برزیل               |
| ۶    | سی‌آی‌اس              |
| ۷    | کانادا              |
| ۸    | کرهٔ جنوبی           |
| ۹    | چین                 |
| ۱۰   | ژاپن                |
| ۱۱   | فرانسه              |
| ۱۲   | آلمان               |

| قهرمان لیگ جهانی ۱۹۹۲   |
| ----------------------- |
| · ایتالیا · سومین عنوان |

## جوایز
- باارزش‌ترین بازیکن
  -  لورنزو برناردی
- بهترین اسپک زننده
  -  مارسلو نگرائو
- بهترین پاسور
  -  رائول دیه‌گو
- بهترین دفاع کننده
  -  روسلان اولیخور
- بهترین سرویس زننده
  -  آندره‌آ زورزی
- بهترین دریافت کننده
  -  ژیانگ چانگ
- بهترین لیبرو
  -  یان پستوما